# وارنر أندروود
وارنر أندروود (بالإنجليزية: Warner Underwood)‏ هو دبلوماسي ومحامي وسياسي أمريكي، ولد في 7 أغسطس 1808 في مقاطعة غووتشلاند في الولايات المتحدة، وتوفي في 12 مارس 1872 في بولينغ غرين في الولايات المتحدة. نشط حزبياً في حزب لا أدري. وقد انتخب عضو مجلس النواب الأمريكي.